# Eupithecia shirleyata
Eupithecia shirleyata är en fjärilsart som beskrevs av Samuel E. Cassino och Louis W. Swett 1922. Eupithecia shirleyata ingår i släktet Eupithecia och familjen mätare. Inga underarter finns listade i Catalogue of Life.